# Banque Bonhôte & Cie
La Banque Bonhôte est une banque privée suisse fondée en 1815 à Neuchâtel, spécialisée dans les domaines de la gestion de fortune et de la gestion d'actifs.

## Histoire
En 1815, Louis-Auguste Petitmaître crée à l'âge de 18 ans la première banque privée à Neuchâtel, alors que la ville ne compte encore que 4 000 habitants environ,,. La société est dans un premier temps spécialisée dans le négoce de métaux avant de devenir un véritable établissement bancaire dans les années suivantes. La banque de Louis-Auguste Petitmaître est reprise en 1872 par son fils Louis-Édouard, précédemment élu député au début des années 1860,. En 1895, à la suite du décès de ce dernier, Otto Antenen son caissiers reçoit une procuration de la banque et s'associe à Paul Bonhôte, donnant naissance à la Banque Antenen Bonhôte & Cie, qui devient la Banque Bonhôte & Cie en 1903,. En 1936, Claude Bonhôte prend la succession de son père, gardant la direction de la banque jusqu'en 1988. En 1987, il vend l'entreprise au holding industriel et financier SECE Cortaillod SA.
En 1992, Jean Berthoud, directeur général de l'établissement depuis 1991, et un groupe d'associés rachètent la banque : Jean Berthoud réintègre un membre de la famille Bonhôte au sein du conseil d'administration. Jean Berthoud est lui-même issu d'une famille de banquiers neuchâtelois depuis la fin du XVIIIe siècle : son ancêtre Jean-Jacques Henry Berthoud, avec son fils Jonas, ayant créé en 1785 la Banque Berthoud père et fils, devenue la banque privée OBC et Georges Berthoud créant à Neuchâtel en 1851 la Banque Sandoz, Berthoud & Cie devenue Berthoud & Cie en 1880. En 1999, le journal Le Temps écrit au sujet de la Banque Bonhôte : « C'est la dernière des douze banques de gestion qui faisaient la réputation de Neuchâtel dans les années 1920 ».
À partir de 2004, la Banque Bonhôte commence à s'étendre avec l'ouverture de plusieurs succursales en Suisse : une première branche ouvre à Bienne en 2004, suivie de Genève (2009), Berne (2011), Lausanne (2016), Soleure et Zurich (2020),.
En 2010, Jean Berthoud, actionnaire principal de l'établissement, prend le poste de président du conseil d'administration. Jean Berthoud siège dès lors également au conseil d'administration de l'Association suisse des banquiers. En 2014, Yves de Montmollin prend la direction de la banque Bonhôte. Kim-Andrée Potvin lui succède en janvier 2025, de Montmollin accédant alors à la vice-présidence du conseil d'administration.
En 2018,  Bonhôte reprend FidFund Management SA, société spécialisée dans la gestion de fonds immobiliers. En 2020, la banque Bonhôte rachète la banque Private Client Partners à la banque M.M. Warburg & CO.

## Activités
Les activités du Groupe Bonhôte recouvrent un ensemble de prestations du domaine de la gestion de fortune et de la gestion d'actifs. Dans le domaine de la gestion de fortune, la clientèle de la Banque Bonhôte se compose à 85% de résidents suisses.
Les services bancaires sont fournis par la Banque Bonhôte & Cie SA. Ceux-ci incluent une expertise en asset management à travers une gamme de fonds d'investissement de type OPCVM : fonds actions, fonds obligataires, fonds de gestion alternative et fonds d'investissement en immobilier. La branche de gestion d'actifs de la Banque Bonhôte reste principalement connue pour avoir lancé en 2006 le fonds Bonhôte-Immobilier, qui a repris par la suite le fonds Dynamic Real Estate Fund (DREF). Depuis cette reprise, Bonhôte-Immobilier est l'un des plus importants fonds immobiliers de Suisse romande, avec 937 millions de francs suisses d'actifs sous gestion en 2017.
Les services de conseil sont quant à eux fournis par trois filiales spécialisées, bénéficiant chacune d'une autonomie dans ses activités :
- Bonhôte Services SA : filiale spécialisée dans le conseil juridique et fiscal (suisse et international) auprès des personnes physiques et morales.
- BT Swiss Trustee SA : filiale spécialisée dans l'administration de trusts.
- Private Client Partners : division dédiée aux très grandes fortunes et basée à Zurich[19].

## Gouvernance
En 2017, la Banque Bonhôte se composait d'environ 100 collaborateurs, dont 4 à 5 employés détachés dans chacune de ses succursales de Suisse romande. Le conseil d'administration de la Banque Bonhôte a notamment compté parmi ses membres à la fin des années 1990 l'ancien conseiller national radical Yann Richter et de l'ancien membre de la direction générale de la Banque nationale suisse Jean Zwahlen, également administrateur de BNP Paribas Suisse et de l'Union bancaire privée à la même époque. En 2021, elle a racheté une banque allemande, la Bank Private Client Partners (PCP).